# کلوسال اردر
کلوسال اردر (به انگلیسی: Colossal Order) یک توسعه‌دهنده بازی ویدئویی فنلاندی است که بخاطر بازی‌های شبیه‌ساز کسب‌وکار مانند شهر ها: خطوط چشم انداز شناخته می‌شود. این شرکت در سال ۲۰۰۹ در تامپره، فنلاند گشایش یافت. پارادوکس اینتراکتیو ناشر این شرکت است.

## تاریخچه
کلوسال اردر در تابستان ۲۰۰۹ توسط یک گروه از توسعه‌دهندگان بازی موبایل یونیورسومو تاسیس شد. مارینا هالیکاینن از خارج از شرکت یونیورسومو به عنوان مدیر عامل شرکت جدید استخدام شد. در ابتدا کلوسال اردر برای دریافت اولین بودجه برای بازی شبیه‌سازی کسب‌وکار، سیتیز این موشن بود که در حال توسعه در زمان ایجاد شرکت بود.